# ISO 3166-2:MZ
ISO 3166-2:MZ è la specifica dello standard ISO 3166-2, parte della norma ISO 3166 della International Organization for Standardization (ISO), che definisce i codici per i nomi delle principali suddivisioni del Mozambico (il cui codice ISO 3166-1 alpha-2 è MZ.

## Codici attuali
I codici e i nomi sono elencati nell'ordine standard ufficiale pubblicato dalla ISO 3166 Maintenance Agency (ISO 3166/MA).
| Codice | Suddivisione | Tipo di suddivisione |
| ------ | ------------ | -------------------- |
| MZ-MPM | Maputo       | città                |
| MZ-P   | Cabo Delgado | provincia            |
| MZ-G   | Gaza         | provincia            |
| MZ-I   | Inhambane    | provincia            |
| MZ-B   | Manica       | provincia            |
| MZ-L   | Maputo       | provincia            |
| MZ-N   | Nampula      | provincia            |
| MZ-A   | Niassa       | provincia            |
| MZ-S   | Sofala       | provincia            |
| MZ-T   | Tete         | provincia            |
| MZ-Q   | Zambezia     | provincia            |